# ブッシュマスターM17S
ブッシュマスターM17S（Bushmaster M17S）はブッシュマスター・ファイアアームズによって1992年から2005年にかけて製造されたブルパップ方式のセミオートマチックライフルである。

## 歴史
M17Sは1986年にオーストラリアの企業である Armtech Ltd.によって設計された。プロトタイプはオーストラリア陸軍向けに開発され、2挺が製造された。内1挺はC60Rと呼ばれ、5.56x45mm NATO弾を使用する。もう一つのより先進的な設計だったC30Rはケースレス弾薬を使用するものだった。C30Rは開発を急ぎすぎた結果、注目を集めていたデモンストレーションで薬室を閉鎖しきる前に暴発事故を起こしてしまった。
オーストラリア陸軍は最終的にシュタイヤー・マンリヒャー製ステアーAUGをライセンス生産で採用し、Armtech社の設計は別のオーストラリアの企業であるエデンパイン（Edenpine Pty Ltd. Charles St. George）へ売却された。エデンパインでは設計を煮詰め、結果的にART-30とSAK-30が開発された。
M17Sの特筆点は、フィンランドのバルメット（当時。2023年現在銃器部門はサコー社傘下）の部品とAR-15の部品を流用することで製造コストを下げた。エデンパインは米国市場向けに販売することを明確にしており、結果的に輸入規制に対応するため、ブッシュマスター社と現地生産のライセンス契約を結んだ。M17Sは1992年10月から1994年にかけて「Edenpine M17S Bull-Pup rifle」として販売され、販売代理店はカリフォルニア州サンノゼに本社を置くEdenpine (USA) Inc.,であった。
エデンパインが1994年に撤退すると、設計の権利はブッシュマスターへと移管された。ブッシュマスターはアサルト・ウェポン規制法（AWB）発布の数ヶ月前に「ブッシュマスター M17S」として同ライフルを販売した。当時M17Sは米国唯一の米国製民間向けブルパップライフルであり、またアサルト・ウェポン規制法に名指しされていない唯一のライフルであった。アルコール・タバコ・火器及び爆発物取締局は銃口に切られたネジをに被さる形でスリーブを取り付けたものについては認可を与えた。これはM16自動小銃スタイルのバードケージタイプフラッシュハイダーを改造無しで取り付けられないようにするための処置であった。

## 設計

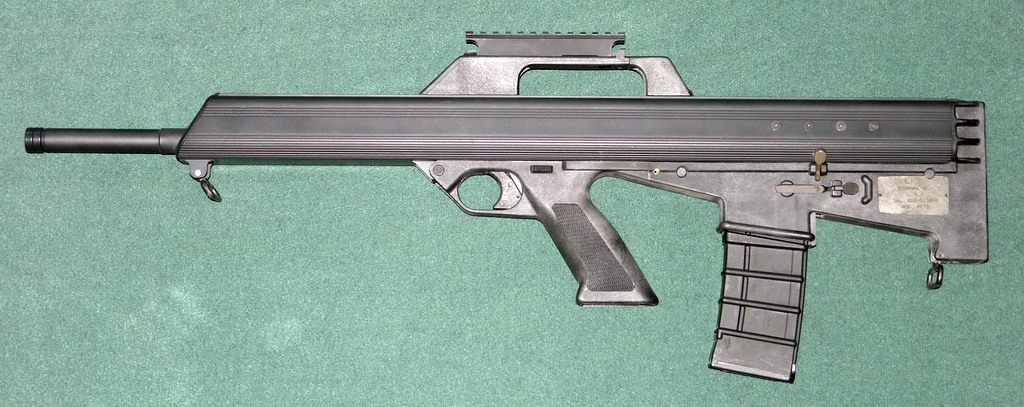
左側面

ブッシュマスターM17Sはローテイティングボルトガス圧作動方式のセミオートマチックライフルである。アーマライトのAR-18のシステムをベースに、ピストルグリップを前方に移動させた。この点は英国のSA80と類似している。またスチールプレスで製造された点もAR-18やSA80と共通している。ブッシュマスターM17Sではストックとフォアグリップに当たる部品を押出成形の超々ジュラルミンアルミニウムで製造し、この製造方法は効率的かつのちに様々な設計で模倣された。
作動はショートストローク固定ピストン方式である。M17Sは5.56x45mm NATO弾を使用し、STANAG マガジンを使用する。のちに一部のユーザーから報告されたところによると、1ないし2マガジン内の弾薬を高速で連射すると、アルミニウム製のハンドガードは高熱にさらされる傾向にあるという。
2005年にブッシュマスターはM17Sの製造を終了した。

## 派生型
K&Mアームズ社が少なくとも4つの弾種を使用できる改良型を製造している。